# O Destino Marca a Hora
O Destino Marca a Hora é um filme português, de 1970, dos gêneros de drama e romance, dirigido por Henrique Campos e roteirizado por Paulo da Fonseca, César de Oliveira e Rogério Bracinha, música de João Nobre.

## Sinopse
Paulo Falcão é um cantor bem sucedido e numa festa conhece a empresária da construção Cristina Sampaio e os dois ficão atraídos um pelo outro, mas também lá o Paulo conhece a Helena, a secretária da Cristina e fervente admiradora do cantor. O artista ofrece-se para levá-la a sua casa e ela aceita, mas depois eles descobrem que têm muito em comum e acabam passando a noite juntos.
Ao mesmo tempo, o Paulo começa a namorar a Cristina e o casal concorda em casar formalmente, mas como resultado disso, a Helena decide largar o emprego -e o convívio com a Cristina- dizendo que é para cuidar da sua irmã doente, mas na verdade é por uma razão mais grave: A Helena ficou grávida do noivo da sua patroa.
Logo do casamento do Paulo e a Cristina, ela também fica grávida, mas numa discussão com o marido quando ela descobre um caso dele com uma atriz, Cristina cai de uma escada abaixo e morre após dar à luz. Este acidente faz com que o Paulo decide afastar-se completamente do mundo do Show Business (incluindo até do seu nome artístico, já que o nome verdadeiro do Paulo é Miguel de Freitas) e dedicar-se a criança e ao negócio da Cristina.
Alguns anos depois José Paulo, o filho da Helena, conhece no Liceu a um menino da classe alta chamado Vítor com quem faz amizade. Porém a relação entre as crianças não gosta ao Jorge, um amigo da Helena quem quere namorar-la, já que ele descobre que o Vítor é o filho do Paulo Falcão e, por isso, quere tentar evitar aquela amizade a qualquer preço...

## Elenco
- Tony de Matos ... Paulo Falcão / Miguel de Freitas
- Isabel de Castro ... Helena
- Anabela ... Cristina Sampaio
- Henrique Viana ... Jorge
- Eugénio Salvador ... Rui
- Ivone Silva ... Rita
- Nicolau Breyner ... Henrique
- Alberto Pimenta ... José Paulo
- Jorge Manuel Torres ... Vítor
- Victor Mendes
- Alice Carla
- Fernanda Coimbra
- Helena Isabel
- Rolando Alves
- Aida Ultz
- Carlos Gonçalves